# ألكسندر أشبوت
ألكسندر (ساندور) أشبوت (المجرية: Asbóth Sándor، 18 ديسمبر 1811 - 21 يناير 1868) كان قائدًا عسكريًا مجريًا اشتهر بانتصاراته كجنرال في جيش الاتحاد خلال الحرب الأهلية الأمريكية. وعمل أيضًا سفيرًا للولايات المتحدة في الأرجنتين وسفيرًا للولايات المتحدة في أوروغواي.

## النشأة
ولد أشبوت في مدينة كاشسيزلي المجرية. وعند بلوغه الثامنة من عمره، انتقلت أسرته إلى سومبور. أراد أشبوت أن يصبح جنديًا مثل أخيه الأكبر لويوش، ولكن قرر والداه بدلاً من ذلك أنه ينبغي أن يصبح مهندسًا. ودرس في أكاديمية التعدين في سيلمسبانيا (Mining Academy of Selmecbánya) ومعهد الهندسة (Institutum Geometricum) في بست.
بعد ذلك، تدرب في الأكاديمية العسكرية المجرية. وفي عام 1836، تطوع أشبوت في الجيش المجري الذي تم تشكيله حديثًا. وعمل جنديًا ومهندسًا في الجيش، وفي ديسمبر 1848، تمت ترقيته إلى رتبة نقيب. وخلال مدة خدمته في الجيش كنقيب، اشترك في معارك كابولنا وناجيسالو. وبعد هذه المعارك، انضم إلى المناضل من أجل الحرية لويوش كوشوت في الحركة الثورية عام 1848. وسافر أشبوت مع كوشوت إلى الدولة العثمانية، ثم إلى الولايات المتحدة في عام 1851 بعد فشل الثورة.

## الولايات المتحدة والحرب الأهلية
مكث أشبوت في الولايات المتحدة وانضم إلى الاتحاد. وبدءًا من شهر يوليو عام 1861، تولى مهمة رئيس أركان الجنرال جون تشارلز فريمونت. ورشح أشبوت منذ 3 سبتمبر 1861 للترقية إلى رتبة عميد من قِبل الرئيس إبراهام لينكولن في 26 ديسمبر 1861، ولكن أقرّ مجلس الشيوخ الأمريكي الترقية في 24 مارس 1862 لينال الترقية بدءًا من 21 مارس 1862؛ حيث لم يقدم الرئيس التعيين الرسمي حتى 22 مارس 1862. وعيّن أشبوت مسؤولاً عن الفرقة الرابعة في حملة فريمونت الغربية. ولاحقًا، قاد أشبوت فرقة تحت قيادة صامويل كورتيس، وخلال حملة أركنساس، نجح في الاستيلاء على بنتوفيل وفايتفيل. وشارك في معركة بي ريدج وقاد القوات في موقع ليتل شوجر كريك. وتعرض لإصابة خطيرة في ذراعه أثناء محاولته إحضار إمدادات لمساندة الكولونيل يوجين آسا كار. ونقلت الإمدادات إلى هنري هاليك من جيش المنطقة الجنوبية الغربية وأثناء حصار كورينث، وقاد أشبوت أحد لواءات جيش المسيسيبي.
بعد ذلك، قاد أشبوت حاميات في كنتاكي وأوهايو. وفي أغسطس 1863، تم انتداب أشبوت على مقاطعة فلوريدا الغربية؛ حيث كان حصن بيكنز مقر قيادته. وأصيب إصابة خطيرة في معركة ماريانا في 27 سبتمبر 1864، حيث كسرت عظام خده الأيسر وكسر ذراعه الأيسر كسرين. وصرف أشبوت من الخدمة التطوعية في 24 أغسطس 1865. وفي 13 يناير 1866، رشح الرئيس أندرو جونسون أشبوت للحصول على ترقية استثنائية دون زيادة في الراتب ليصبح لواءً منذ 13 مارس 1865 وصدّق مجلس الشيوخ الأمريكي على الترقية في 12 مارس 1866.

## الحياة بعد التقاعد والموت
في عام 1866، عيّن أشبوت وزيرًا للولايات المتحدة في الأرجنتين وأوروغواي ووافته المنية في بوينس آيرس عام 1868، ومن المحتمل أن تكون الوفاة ناتجة عن الإصابات التي وقعت له في فلوريدا. وبالرغم من أنه دفن في الأرجنتين، فقد أعيدت رفاته إلى الولايات المتحدة في عام 1990 لتدفن في مقبرة أرلينجتون الوطنية.